# Walzenradsystem Wetli

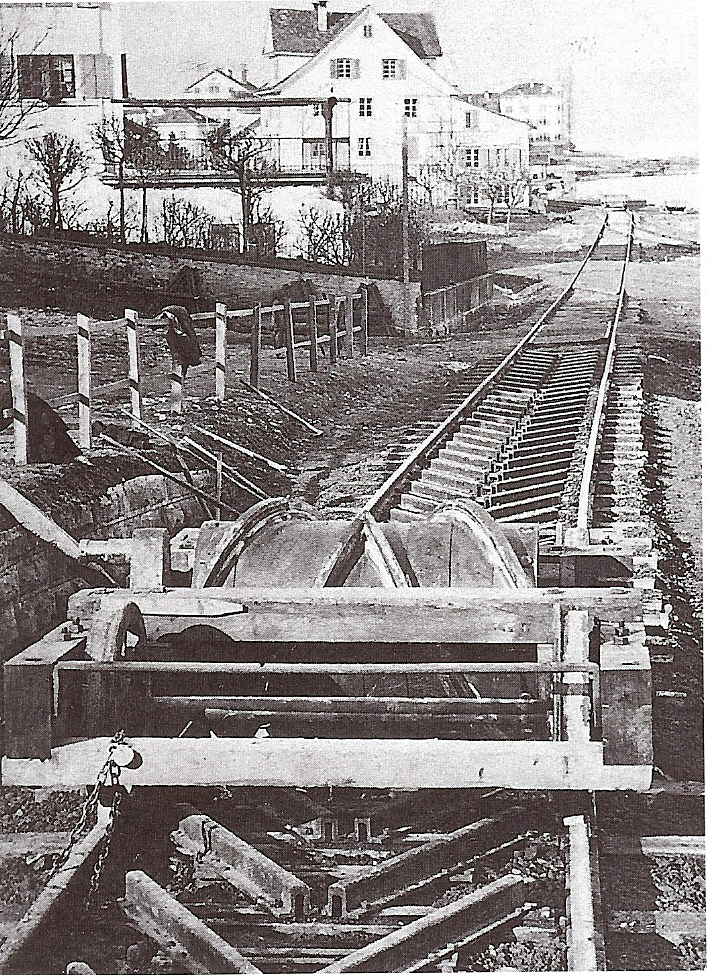
Streckenabschnitt oberhalb Wädenswil, Rollwagen mit Walze zum Kontrollieren der Montagegenauigkeit der im Gleis pfeilförmig verlegten Schienenstücke

Das Walzenradsystem Wetli war eine vom Zürcher Kantonsingenieur und Eisenbahnpionier Kaspar Wetli entwickelte Alternative zu den Zahnradbahnen. Erprobt wurde es in den 1870er-Jahren auf der in Bau befindlichen Wädenswil-Einsiedeln-Bahn in der Schweiz. Nach einem schweren Unfall bei der Probefahrt am 30. November 1876, wobei nicht das Walzenradsystem, sondern die Bremsen bei der Talfahrt (das Walzenrad war nicht zum Bremsen vorgesehen) versagten, wurde die Anwendung dieses Systems aufgegeben.

## Geschichte
1868 hatte Kaspar Wetli unter dem Titel Grundzüge eines neuen Lokomotivsystems für Gebirgsbahnen das Walzenradsystem Wetli entwickelt. Es handelt sich hierbei um ein Walzenrad, das einem Pfeilzahnrad ähnelt. Seine Besonderheit ist die grosse, den Raum zwischen den Schienen füllende Breite. Die zugehörende Zahnstange besteht aus den auf den Schwellen montierten, paarweise einen Pfeil bildenden Schienenstücken. Darin greift die Walze ein.
Dieses System war dafür gedacht, bergwärts eine höhere Zugleistung zu erbringen. Aus diesem Grund sollte es bei der Wädenswil-Einsiedeln-Bahn (WE) als Alternative zu einer Zahnradbahn eingesetzt werden, denn die Strecke war mit fünf Prozent trassiert, was für die damalige Zeit fast nicht für den reinen Adhäsionsbetrieb für eine Vollbahn geeignet war. Bei den Talfahrten sollte die Walze nicht eingreifen und der Zug mit der normalen Klotzbremse abgebremst werden. Die Versuchslokomotive mit einer Walze für das System Wetli wurde im Jahre 1874 von der Lokomotivfabrik Winterthur geliefert. Die Versuchsfahrten beschränkten sich auf ein kleines Stück oberhalb Wädenswil, wonach das System als funktionsfähig betrachtet wurde.
Die Verzögerungen im Bahnbau erlaubten aber erst im Spätherbst 1876 die Aufnahme von Versuchsfahrten auf der ganzen Strecke. Erst danach wurden bei der Maschinenfabrik Esslingen drei Dampflokomotiven der Bauart Ed 2/2 mit einer Antriebswalze für das System Wetli bestellt.

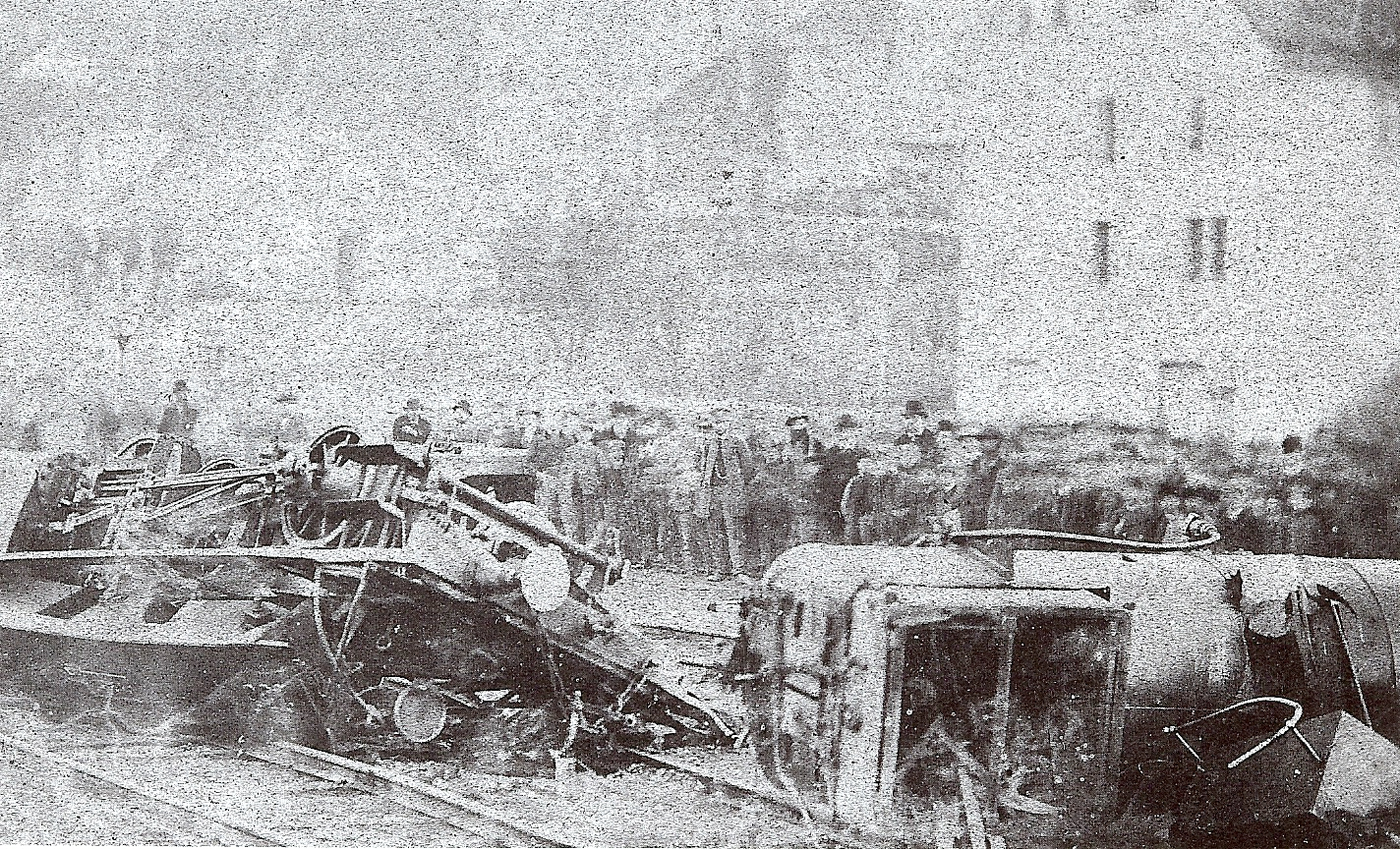
Pressefoto vom Unfall am 30. November 1876 in Wädenswil

## Unglück und Aufgabe des Systems Wetli
Am 30. November 1876 fand die Hauptprobe des Systems Wetli statt. Die Bergfahrt mit der Lok 253 und einem angehängten, zweiachsigen, mit Schienen beladenen Güterwagen verlief erfolgversprechend. Auf der Rückfahrt von Schindellegi war die Walze angehoben, denn deren Einsatz war bei der Talfahrt nicht zwingend notwendig. Auf der weiteren Talfahrt nach Wädenswil konnte der Zug nun aber weder mit den Lok- noch den Wagenbremsen und auch nicht mit Gegendampf gebremst werden. Das sich anbahnende Unglück wurde von den mitfahrenden Personen – nebst dem Lokomotivführer und zwei Heizern noch zehn weitere Personen auf dem Güterwagen – erkannt. Ein Teil von ihnen versuchte, sich durch Abspringen in Sicherheit zu bringen, andere wurden vom Wagen geschleudert, darunter der Bremser. Ein Heizer stieg von der Lok auf den Wagen, um die Wagenbremse noch fester zu stellen, und kehrte danach auf die Lok zurück. Etwa 1,5 km vor dem Bahnhof Wädenswil entgleiste der Güterwagen, und die Kupplung riss. Der Wagen kam zum Stehen, die noch auf ihm befindlichen Personen waren gerettet, darunter auch Wetli selber. Die Lok hingegen beschleunigte weiter und hatte bei der Einfahrt in den Bahnhof Wädenswil eine geschätzte Geschwindigkeit von 120 km/h. Auf einer Weichenfolge entgleiste die Lok, der Kessel wurde abgerissen, und die Lok überschlug sich. Dabei starb ein Heizer; der Lokführer und der zweite Heizer wurden verletzt. Getötet wurde auch eine weitere Person, welche sich im Bahnhof befand. Von den Personen, welche vom Wagen sprangen oder fielen, wurde eine getötet, alle anderen verletzt.
In einem ersten Expertenbericht wurden nebst durchdrehenden Triebrädern infolge von zu hohem Gegendampf auch verkohlte Holzbremsklötze und ein dadurch entstandener Graphitfilm auf den Rädern als Ursache vermutet. In einem zweiten Bericht wurden eindeutig verkohlte Bremsklötze als Ursache widerlegt und auf an Schienen, Rädern und  Bremsklötzen befindliche Ölspuren hingewiesen. Die Autoren kamen zum Schluss, dass ausgelaufenes Öl unbekannter Herkunft Ursache des Bremsversagens sein musste. Kritik übten sie unter anderem an der späten Untersuchung von Teilen der Strecke, ungenügenden Untersuchungen an den Bremsen und daran, dass der Autor des ersten Berichts nie mit dem Lokführer gesprochen hatte. Sie empfahlen:  «... es sei dahin zu wirken, dass künftig in ähnlichen Fällen von Anfang an fachmännische Experten zugezogen werden».
Das Walzenradsystem wurde nach diesem Unglück nicht weiter verwendet. Für die Wädenswil-Einsiedeln-Bahn wurde später eine reine Adhäsionsbahn realisiert.